# جزیره کوس
جزیرهٔ کوس (کو) یا (به یونانی: Κως) (املای لاتین: Kos)، از جزایر یونان در دریای اژه در نزدیکی جنوب‌غربی ساحل آسیای صغیر و در نزدیکی شهر بودروم ترکیه است.
شهر خیوس در این جزیره و در استان اژه جنوبی در کشور یونان واقع شده‌است و دارای جمعیت ۱۹٬۹۵۶ نفر است.